# Tarsycja Maćkiw
Tarsycja Olga Maćkiw (ukr. Тарсикія Ольга Мацьків; trans. Tarsykija Olha Maćkiw; ur. 23 marca 1919 w Chodorowie, zm. 17 lipca 1944 w Krystynopolu) – zakonnica greckokatolickiego Zgromadzenia Sióstr Służebnic Niepokalanej Panny Maryi.
Śluby zakonne złożyła w 1940 roku.
Zginęła zabita przez sowieckiego żołnierza, który zadzwonił do furty  klasztornej. Siostra Tarsycja otworzyła drzwi furty i została zabita bez ostrzeżenia, za to – jak później wyznał jej morderca – że była zakonnicą.
Beatyfikowana 27 czerwca 2001 roku we Lwowie przez Jana Pawła II w grupie 27 nowomęczenników greckokatolickich.